# 登楼库组
登楼库组是位于中国吉林省、黑龙江松辽盆地一带的上白垩世地层，1959年由松辽石油综合普查大队命名。该地层以灰黑、深灰、紫色泥岩、砂岩为主。